# John Barber
John Barber (Greasley Castle Farm, Nottinghamshire, 1734 - Nuneaton 1793) fue un inventor y jefe en una mina de carbón.
Nació en Nottinghamshire, pero se mudó a Warwickshire en la década de 1760 para dirigir otras minas de carbón en el área de Nuneaton. Durante un tiempo vivió en Camp Hill House, entre Hartshill y Nuneaton, posteriormente vivió en Attleborough. Patentó varios inventos entre 1766 y 1792, de los cuales el más destacado fue el de la turbina de gas. Desafortunadamente no salió nada práctico de esta patente, pero Barber fue el primer hombre en describir a detalle el principio de la turbina de gas, y en años recientes un modelo funcional basado en las especificaciones de Barber fue construido.

## Turbina de Gas de Barber

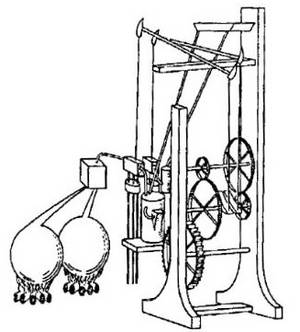
Croquis de la patente del barbero

En 1791, Barber obtuvo una patente (Reino Unido nº 1833 - Obtención y aplicación de Motive Power, & c. Método para aumentar el aire inflamable con el fin de obtener movimiento y facilitar las operaciones metalúrgicas) que contenía todas las características importantes de una turbina de gas exitosa. Planificado como un método para impulsar un "carro sin caballos", el diseño de Barber incluía un compresor de gas alternativo accionado por cadena, una cámara de combustión y una turbina.
La turbina de Barber consistía en quemar el gas obtenido de madera, carbón, petróleo u otras sustancias, calentados en una retorta o productor, donde los gases se transportaban a un receptor y se enfriaban. El aire y el gas se comprimían en diferentes cilindros y se bombeaban a un "explotador" (cámara de combustión) donde se encendían, y la mezcla de gas caliente chocaba contra las aspas de una rueda de paletas. Se le inyectaba agua a la mezcla explosiva para enfriar la boca de la cámara, produciendo vaporpara aumentar el volumen de la carga.
El concepto de Barber era sólido, pero dada la tecnología de ese día, no era posible que el dispositivo creara suficiente energía como para comprimir el aire y el gas, y producir un trabajo útil. Sin embargo, el mérito por la idea que conduce a la turbina de gas moderna se le puede dar a John Barber. En 1972, la firma de Kraftwerk-Union AG de Bonn mostró un modelo funcional de la turbina de Barber en la Feria de Hannover.

## Legado
Sir Frank Whittle en Inglaterra patentó en 1930 un diseño para una turbina de gas para propulsión a chorro . El primer uso exitoso de este motor fue en abril de 1937. Sus primeros trabajos sobre la teoría de la propulsión a gas se basaron en las contribuciones de la mayoría de los pioneros de este campo, incluyendo a John Barber.